# 片山金章
片山 金章（かたやま きんしょう、1897年2月15日 - 1983年12月29日）は、日本の法学者（商法・民法・英米法）。学位は、法学博士（中央大学）。中央大学学長を務めた。

## 人物
- 広島県沼隈郡山波村（現・尾道市）生まれ。
- 1914年（大正3年）、広島県立尾道商業学校卒業。
- 1919年（大正8年）、中央大学経済学部卒業。
- 1919年、同法学部助手。
- 1922年（大正11年）、中央大学法学部専任講師。
- 1923年（大正12年）、中央大学法学部教授。
- 1924年（大正13年）、民法研究の為、フランス・ドイツに留学。
- 1937年（昭和12年）、中央大学評議員。
- 1947年（昭和22年）、財団法人中央大学監事。中央大学法学部長に就く（〜1951年）。
- 1948年（昭和23年）、財団法人中央大学理事・中央大学通信教育部初代部長に就く。
- 1949年（昭和24年）、中央大学日本比較法研究所副所長。
- 1958年（昭和33年）、中央大学学長・学校法人中央大学理事に就く。
- 1962年（昭和37年）、 中央大学法学博士　論文の題は「//不當利得制度の自然法的基礎」[1]。
- 1967年（昭和42年）、中央大学定年退職。同名誉教授。明治学院大学法学部教授。同法学部長（〜1969年）。
- 1968年（昭和43年）、明治学院大学法律科学研究所長。
- 1978年（昭和53年）、明治学院大学退職。

## 受賞歴
- 1968年（昭和43年）　勲二等瑞宝章
- 1983年（昭和58年）　従三位

## 恩師
学部時代は兼任講師として教えに来てたローマ法の春木一郎の薫陶を受け、助手時代に学外指導教授として松本烝治及び田中耕太郎に民法、商法の薫陶を受けた。

## 主要著作
- 『物権法』（評論社、1950年）
- 高窪喜八郎と共編『民法物権編』（中央大学出版部、1958年）

## 門下生
- 船越隆司
- 新田孝二 - 明治学院大学名誉教授
- 崎田直次
- 鹿毛継雄